# Cyber- und Informationsraum
Der Cyber- und Informationsraum (CIR) der Bundeswehr wurde am 1. April 2017 als eigenständiger militärischer Organisationsbereich aufgestellt und ist seit dem 1. Mai 2024 neben Heer, Luftwaffe und Marine die vierte Teilstreitkraft der Bundeswehr.

## Auftrag
CIR
- stellt den Schutz und Betrieb des IT-Systems der Bundeswehr, sowohl im Inland als auch im Einsatz (Dauereinsatzaufgabe) sicher
- stärkt die Fähigkeiten zur Aufklärung und Wirkung im Cyber- und Informationsraum und entwickelt diese weiter
- unterstützt mit dem Geoinformationswesen der Bundeswehr alle anderen Bereiche der Bundeswehr bei ihrer Auftragserfüllung
- trägt durch Austausch und Kooperation mit den anderen Institutionen, in einer digitalisierten Umgebung zu einer gesamtstaatlichen Sicherheitsvorsorge bei
- stärkt die Cyber-Sicherheitsarchitektur.

## Truppengattungen Cyber- und Informationsraum
Mit dem Wechsel von Teilen der Streitkräftebasis zum Cyber- und Informationsraum wurden diese Truppengattungen übernommen:
- Fernmeldetruppe (FmTr)
- Fernmeldetruppe EloKa (EloKa)
- Truppe für Operative Kommunikation (OpKom)
- Geoinformationswesen (GeoInfo)

## Unterstellte Kräfte
Das Kommando Cyber- und Informationsraum in Bonn als höhere Kommandobehörde führt die Fähigkeitskommandos Kommando Aufklärung und Wirkung (KdoAufklWirk) in Daun und Kommando Informationstechnik-Services der Bundeswehr (KdoIT-SBw) in Rheinbach sowie das Zentrum für Geoinformationswesen der Bundeswehr (ZGeoBw) in Euskirchen.
Siehe auch Gliederung Kommando Cyber- und Informationsraum

## Geschichte
Mit ihrem Tagesbefehl vom 17. September 2015 gab die Bundesministerin der Verteidigung, Ursula von der Leyen, die Aufstellung des neuen militärischen Organisationsbereich bekannt. Im November 2015 wurde der Aufbaustab CIR im Bundesverteidigungsministerium eingerichtet. Er erhielt den Auftrag, die Organisation von Verantwortung, Kompetenzen und Aufgaben im Bereich Cyber- und Informationsraum der Bundeswehr neu zu überplanen. Der Abschlussbericht wurde im April 2016 erstellt. Er empfahl folgende grundsätzliche organisatorische Maßnahmen:
- Einrichtung einer Abteilung Cyber/IT (CIT) im Bundesministerium der Verteidigung (BMVg) zum 1. Oktober 2016 (Grundbefähigung)
- Aufstellung eines militärischen Organisationsbereichs für den Cyber- und Informationsraum mit einem Inspekteur an der Spitze zum 1. April 2017 (Erstbefähigung)

Nach der Aufstellung der Abteilung Cyber- und Informationstechnik (CIT) im Bundesverteidigungsministerium am 5. Oktober 2016 in Berlin wurde dort die Verantwortung für die Themen Cyber und IT gebündelt.
Am 14. Oktober 2016 bestimmte Bundesverteidigungsministerin Ursula von der Leyen (CDU) den damaligen Leiter des Aufbaustabes Cyber- und Informationsraum (CIR), Generalmajor Ludwig Leinhos, als künftigen Inspekteur des neu aufzustellenden Organisationsbereiches CIR. Zum stellvertretenden Inspekteur CIR und Chef des Stabes des KdoCIR wurde Brigadegeneral Michael Vetter ernannt.
Am 5. April 2017 stellte Verteidigungsministerin Ursula von der Leyen mit einem Indienststellungsappell das Kommando Cyber- und Informationsraum in Bonn offiziell in Dienst. Zudem übertrug sie Generalleutnant Ludwig Leinhos die Verantwortung über das Kommando.
Der neue militärische Organisationsbereich CIR nahm seine Arbeit auf, um bis 2021 stufenweise seine volle Einsatzbereitschaft zu erreichen.
Mit einem feierlichen Appell wurden am 30. Juni 2017 die bis dahin zur Streitkräftebasis gehörenden Fähigkeitskommandos, das Kommando Strategische Aufklärung und das Kommando Informationstechnik der Bundeswehr, in den militärischen Organisationsbereich CIR integriert.
Im April 2024 wurde durch Verteidigungsminister Boris Pistorius die Aufwertung des Organisationsbereichs CIR zur Teilstreitkraft bekannt gegeben. Dies erfolgte mit Inkrafttreten des Osnabrücker Erlasses zum 1. Mai 2024.

## Uniform

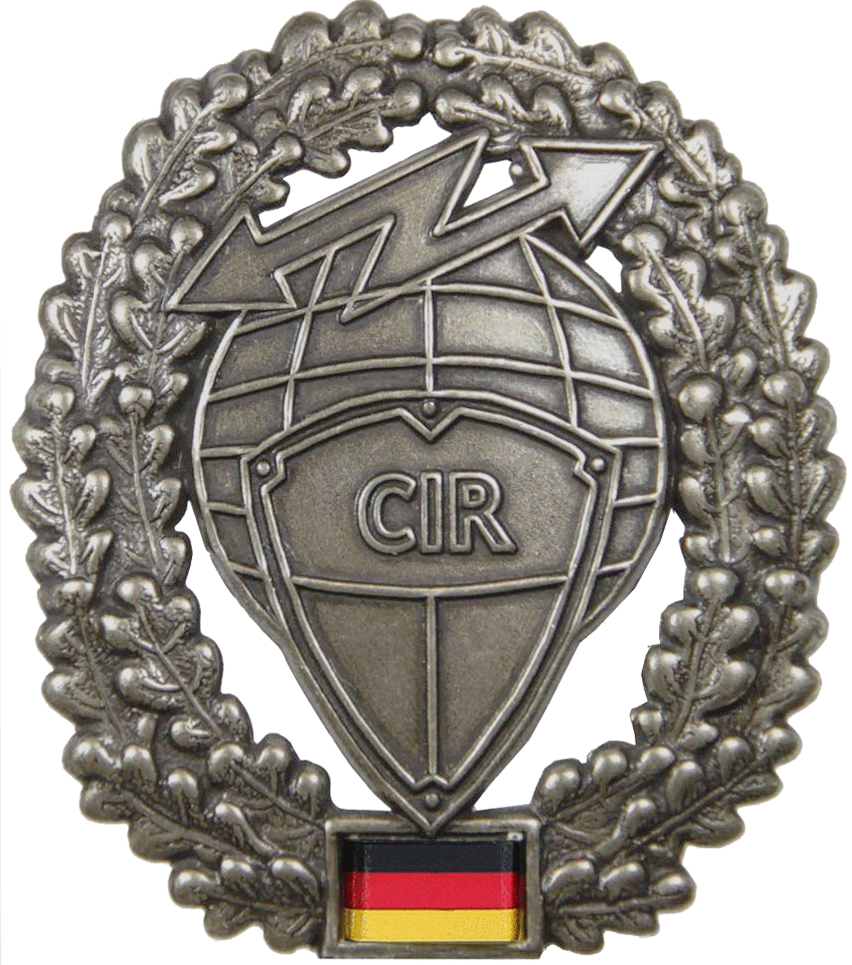
Barettabzeichen

Anders als die anderen drei Teilstreitkräfte, hat der Cyber- und Informationsraum keine eigene Uniform; es dienen dort also Soldaten in den Uniformen von Heer, Luftwaffe und Marine. Als einheitliches Merkmal tragen alle Soldaten jedoch ein dunkelblaues Barett mit dem Barettabzeichen / Truppengattungsabzeichen des CIR.

## Cyber-Forschungszentrum (Universität der Bundeswehr München)
Die Bundeswehr investiert 160 Mio. € in den Aufbau eines Cyber-Forschungszentrums an der Universität der Bundeswehr in Neubiberg bei München. Die Forschung wird auf fünf Säulen stehen: Cyber Defence, Smart Data, Mobile Security, e-Health sowie Schutz kritischer Infrastrukturen. Der erste Jahrgang des neuen Masterstudiengangs „Cyber Sicherheit“ beginnt im Jahr 2018 mit voraussichtlich zunächst 70 Studierenden.
Es wurden 13 neue Professuren geschaffen, von denen bereits im Sommer 2016 wurden elf neue W3-Professuren ausgeschrieben. Die neu eingestellten Professoren sollen dann von 67 wissenschaftlichen Mitarbeitern, Technikern und Verwaltungsangestellten unterstützt werden. Dazu kommen weitere rund 200 wissenschaftliche Drittmittel-Mitarbeiter.
Aktuell entsteht ein Neubau mit mehr als 7.000 Quadratmeter, in dem Laboratorien für Cyber-Sicherheit eingerichtet werden, unter anderem für digitale Forensik, Malware-Analyse und Cyber-Lagebild. Zusätzlich werden auch die Kapazitäten der Studentenwohnheime ausgebaut.
Nukleus des neuen Cyber-Forschungszentrums ist das bereits bestehende „Forschungsinstitut Cyber Defence und Smart Data“ (CODE), das Innovationskompetenzen von Forschungsinstitutionen, Unternehmen und Providern sowie ziviler und militärischer Cyber-Sicherheit bündelt.